# C/2014 Q2 (Lovejoy)
C/2014 Q2 (Lovejoy) ist ein Komet, der um den Jahreswechsel 2014/15 mit dem bloßen Auge beobachtet werden konnte.

## Entdeckung und Beobachtung
Dieser Komet wurde am Morgen des 18. August 2014 (Ortszeit) von dem australischen Amateurastronomen Terry Lovejoy mit einem 20-cm-Teleskop in seiner privaten Sternwarte in Birkdale, Queensland entdeckt. Es war bereits seine fünfte Kometenentdeckung. Am folgenden Morgen konnte er seine Beobachtung wiederholen und einen halben Tag später wurde die Entdeckung durch C. Jacques, E. Pimentel und J. Barros (die kurz zuvor bereits den Kometen C/2014 E2 (Jacques) entdeckt hatten) am Southern Observatory for Near Earth Asteroids Research (SONEAR) in Brasilien bestätigt. Der Komet befand sich zu diesem Zeitpunkt in einem sternreichen Gebiet im Sternbild Achterdeck des Schiffs und besaß eine Helligkeit von 15 mag. Er war noch etwa 2,6 AE von der Sonne und 2,8 AE von der Erde entfernt. Nachträglich konnte Lovejoy feststellen, dass er den Kometen bereits am 1. Juli fotografiert hatte.
Nachdem zunächst angenommen wurde, dass der Komet ein teleskopisches Objekt bleiben würde, stieg seine Helligkeit in den folgenden Wochen zunehmend an, so dass man begann, auf eine Sichtbarkeit mit dem bloßen Auge zu hoffen. Der Komet begann einen Schweif zu entwickeln, der Mitte Dezember eine Länge von 2° erreichte und eine große Dynamik zeigte. Tatsächlich konnte der Komet am 13. Dezember erstmals in Australien freiäugig beobachtet werden. Nachdem er zunächst nur auf der Südhalbkugel gesehen werden konnte, war er am Himmel beständig nach Norden gewandert und konnte bis Ende des Monats bei einer Helligkeit von 5 mag auch auf der Nordhalbkugel gesehen werden.
Im Januar 2015 stieg die Helligkeit weiter an und erreichte Mitte des Monats einen Maximalwert von 4 mag, der Komet war jetzt ein leichtes Objekt zur Beobachtung mit Fernglas und bloßem Auge, in Mitteleuropa konnte er während der ganzen ersten Nachthälfte hoch über dem südlichen Horizont gesehen werden. Danach begann die Helligkeit wieder langsam abzunehmen und lag Mitte Februar noch bei 5 mag. Es zeigte sich, dass der Abfall der Helligkeit nach dem Perihel wesentlich langsamer als der Anstieg davor erfolgte. Kurz vor dem Perihel hatte der Schweif eine größte Länge von 4° erreicht, dies entsprach im Raum einer Länge von 10 Mio. km, danach nahm auch die Länge des Schweifs wieder ab, er konnte aber noch bis in den April weiter beobachtet werden.
Ab Mitte/Ende März 2015 konnte der Komet nur noch mit optischen Instrumenten verfolgt werden. Anfang August wurde er noch mit einem Fernglas bei 10 mag gesehen und zum letzten Mal wurde er am 10. September 2016 von der Mount Lemmon Survey bei einer Helligkeit von 17 mag fotografiert.

## Wissenschaftliche Auswertung
Komet Lovejoy war einer der aktivsten Kometen in der Umgebung der Erde seit dem Kometen C/1995 O1 (Hale-Bopp), bei seinem Periheldurchgang überstieg die Produktionsrate von Wasser einen Wert von 20 t/s. Da das ausgasende Wasser viele Stoffe mit sich reißt, bieten solche aktiven Kometen die Möglichkeit zur Entdeckung zahlreicher Moleküle in ihrer Koma. Vom 13. bis 16. und vom 23. bis 26. Januar 2014 konnte der Komet mit dem 30-m-Radioteleskop des Instituts für Radioastronomie im Millimeterbereich (IRAM) in Spanien beobachtet werden. Neben den bereits bei anderen Kometen festgestellten Molekülen, wie CO, H2CO, CH3OH, HCOOH, HCN, H2S und zahlreichen anderen, konnten erstmals bei einem Kometen Ethanol (C2H5OH) und Glycolaldehyd (CH2OHCHO), die einfachste Form eines Monosaccharids, nachgewiesen werden. Für alle Substanzen konnte auch die Häufigkeit relativ zu Wasser bzw. Methanol bestimmt werden. Bei weiteren Messungen vom 29. Januar bis 3. Februar konnten mit dem Odin-Weltraumteleskop auch die Verhältnisse der Isotopen D/H, 12C/13C, 14N/ 15N, 16O/18O und 32S/34S in verschiedenen Molekülen bestimmt werden. Die Produktionsraten von H216O und H218O zeigten ein regelmäßiges Muster mit einer Periode von 0,94 Tagen. Auch mit dem Radioteleskop des Atacama Pathfinder Experiments (APEX) in Chile konnten Mitte Januar 2014 die Moleküle HCN, CH3OH, H2CO und CO in der Kometenkoma nachgewiesen und deren Produktionsraten im Verhältnis zu Wasser bestimmt werden. Am Weltraumobservatorium Onsala in Schweden wurde Mitte Januar die Produktionsrate von HCN und dessen Häufigkeit im Verhältnis zu Wasser bestimmt.

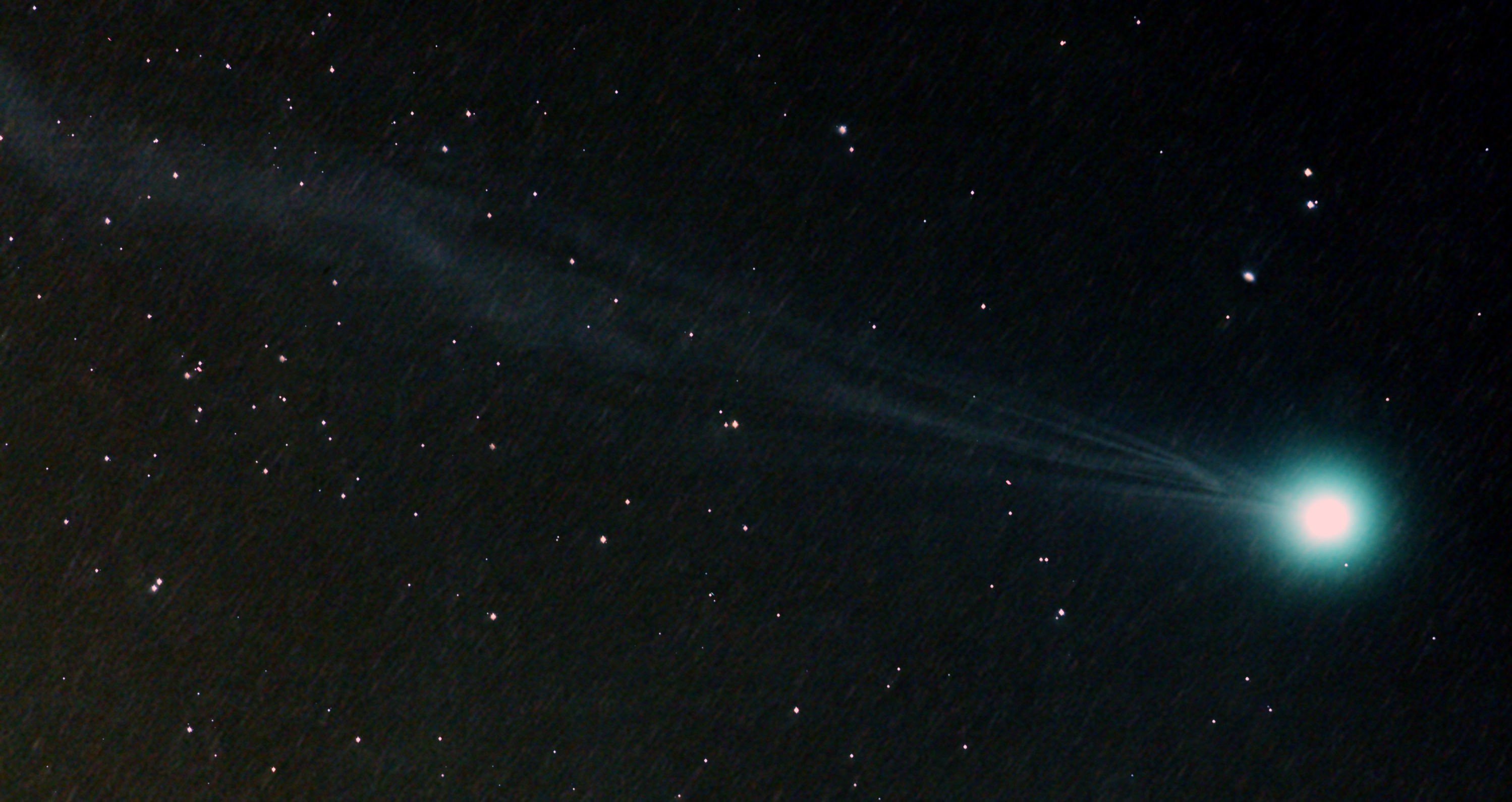
Komet Lovejoy am 9. Januar 2015 mit hoher Dynamik im Schweif

Am 11. Januar 2015 wurden am Subaru-Teleskop auf dem Mauna Kea hochaufgelöste spektroskopische Untersuchungen im sichtbaren und nahen infraroten Licht durchgeführt, aus denen u. a. das Verhältnis 14N/15N im NH2-Radikal bestimmt werden konnte. Auch das Verhältnis zwischen Ortho- und Parawasserstoff im H2O+-Ion und im NH2-Radikal wurde bestimmt. Aus den Messergebnissen konnte auf die Umstände geschlossen werden, bei denen sich der Komet in der solaren Urwolke bildete.
Zwischen Januar und Mai 2015 wurden am Mount Abu InfraRed Observatory (MIRO) in Indien spektrographische Messungen des Kometen im Infraroten durchgeführt. Im Januar wurden starke Emissionslinien von C2, C3 und CN beobachtet und die Produktionsraten von Gas und Staub in Abhängigkeit vom Sonnenabstand bestimmt. Kurz nach seinem Periheldurchgang wurde der Komet am 31. Januar und 1. Februar 2015 mit dem hochauflösenden Spektrographen GIANO am Telescopio Nazionale Galileo (TNG) auf La Palma im nahen Infrarot beobachtet. Es wurden starke Emissionslinien von CN und Wasser festgestellt und die Produktionsrate von Wasser (Ortho- und Parawasser sowie deren Mengenverhältnis) ermittelt. Hochaufgelöste Spektrometrie im Infraroten mit NIRSPEC am Keck-Observatorium auf dem Mauna Kea am 4. Februar 2015 ermöglichte die simultane Entdeckung von „leichtem“ Wasser (H2O) und deuteriertem („halbschwerem“) Wasser (HDO) und die Bestimmung ihrer Produktionsraten. Das Verhältnis der Isotopen D/H konnte mit etwa 1:3300 bestimmt werden, was etwa doppelt so hoch wie das entsprechende Verhältnis in Meerwasser ist.
Mit dem Cosmic Origins Spectrograph (COS) an Bord des Hubble-Weltraumteleskops (HST) wurde der Komet Lovejoy am 2. Februar 2015 im fernen Ultraviolett beobachtet und die Produktionsraten von CO und Wasser sowie deren Verhältnis zueinander bestimmt. Auch die Emissionslinien von neutralem Schwefel und neutralem Kohlenstoff konnten festgestellt werden. Mit der Solar Wind Anisotropies (SWAN)-Kamera an Bord des Solar and Heliospheric Observatory (SOHO) konnten zwischen 2013 und 2016 neun neu entdeckte Kometen im Ultravioletten beobachtet werden, darunter auch C/2014 Q2 (Lovejoy). Es wurde die Produktionsrate von Wasser bestimmt und deren Abhängigkeit vom Sonnenabstand vor und nach dem Perihel ermittelt.
An der Beobachtungsstation Mayaki des Observatoriums der Nationalen I.-I.-Metschnikow-Universität in Odessa wurden am 7. Februar 2015 mit dem 80-cm-Teleskop photometrische Messungen des Kometen durchgeführt und charakteristische Parameter für den Plasmaschweif abgeleitet.
Ende Januar bis Anfang Februar, also um die Zeit seines Periheldurchgangs, wurde der Komet am Observatorio del Teide auf Teneriffa während 15 Nächten beobachtet. Dabei konnte die Periodizität zweier großer spiralförmiger Gasstrahlen aufgezeichnet und daraus eine Rotationsdauer des Kerns von etwa 17,9 Stunden abgeleitet werden. Zur Bestimmung der Größe der Kometenkerne wurde eine neue Methode entwickelt, bei der der Helligkeitsabfall in der Koma zugrunde gelegt und mit mathematischen Verfahren ausgewertet wird. Für den Kometen C/2014 Q2 (Lovejoy) wurde damit nach einer Aufnahme vom 20. August 2015 ein Durchmesser des Kerns von etwa 8,6 ± 0,4 km ermittelt.
Da für den Kometen hinreichende Daten vorlagen über die auf ihn einwirkenden nicht-gravitativen Kräfte durch Ausgasung insbesondere von Wasser und ebenso über die Menge an sublimierendem Wasser (für den Kometen standardisiert in 1 AE Abstand von der Sonne in der Größenordnung von 2,1∙1030 Molekülen pro Sekunde, entsprechend etwa 60.000 kg/s), konnte in einer Untersuchung von 2022 der Durchmesser des Kometenkerns mit zwei verschiedenen Methoden neu abgeschätzt werden. Es wurde dafür ein Wert von 12,0 ± 2,2 km gefunden.
Zwischen 2011 und 2020 wurden am Olmen Observatory in Belgien 119 Kometen photometrisch beobachtet, unter den langperiodischen auch vom Dezember 2014 bis Dezember 2015 der Komet Lovejoy. Die Aktivität des Kometen im Maß seiner Staubproduktion wurde dabei als „ungewöhnlich“ stark gefunden.

## Umlaufbahn
Für den Kometen konnte aus 7890 Beobachtungsdaten über einen Zeitraum von 2,2 Jahren eine elliptische Umlaufbahn bestimmt werden, die um rund 80° gegen die Ekliptik geneigt ist. Die Bahn des Kometen verläuft damit fast senkrecht gestellt zu den Bahnebenen der Planeten. Im sonnennächsten Punkt (Perihel), den der Komet am 30. Januar 2015 durchlaufen hat, war er etwa 193,0 Mio. km von der Sonne entfernt und befand sich damit im Bereich zwischen den Umlaufbahnen von Mars und Erde. Bereits am 7. Januar hatte er sich der Erde bis auf etwa 70,1 Mio. km (0,47 AE) genähert. Weitere nennenswerte Annäherungen an die kleinen Planeten fanden nicht statt.
Nach den Bahnelementen, wie sie in der JPL Small-Body Database angegeben sind und die auch nicht-gravitative Kräfte auf den Kometen berücksichtigen, hatte seine Bahn lange vor seiner Passage des inneren Sonnensystems im Jahr 2014/15 noch eine Exzentrizität von etwa 0,99743 und eine Große Halbachse von etwa 502 AE, so dass seine Umlaufzeit bei 11.250 Jahren lag.
Durch die Anziehungskraft der Planeten, insbesondere durch Annäherungen an Jupiter am 16. Januar 2015 bis auf eine Distanz von knapp 4 ½ AE und an Saturn am 13. Januar 2018 bis auf etwas über 4 ¾ AE, sowie die Ausgasungseffekte in Sonnennähe wird seine Bahnexzentrizität auf etwa 0,99668 und seine Große Halbachse auf etwa 389 AE verringert, so dass sich seine Umlaufzeit auf etwa 7680 Jahre verkürzt. Wenn der Himmelskörper um das Jahr 5854 den sonnenfernsten Punkt (Aphel) seiner Bahn erreicht, wird er etwa 116 Mrd. km von der Sonne entfernt sein, über 777-mal so weit wie die Erde und 26-mal so weit wie Neptun. Seine Bahngeschwindigkeit im Aphel beträgt dann nur etwa 0,062 km/s. Der nächste Periheldurchgang des Kometen wird möglicherweise um das Jahr 9693 (Unsicherheit ±3 ½ a) stattfinden.